# Kosmos 2000
O Kosmos 2000 (em russo: Космос 2000, significado Cosmos 2000) foi um satélite sovético de pesquisas terrestres. Foi lançado em 10 de fevereiro de 1989 do Cosmódromo de Plesetsk, União Soviética (atualmente na Rússia), através de um foguete Soyuz.

## Ligações Externas
- Geostationary Orbit Catalog